# 다누 (아일랜드 신화)
다누(고대 아일랜드어: Danu [ˈdanu])는 아일랜드 신화의 투어허 데 다넌 신족의 어머니 신으로 생각되는 존재이다. 현대 아일랜드어 발음으로는 다너(아일랜드어: Dana [ˈd̪ˠanˠə])라고 한다.
사실 다누는 현재까지 남아있는 어느 문헌에서도 등장 또는 언급되지 않는다. 다만 "투어허 데 다넌"이 "다누의 신족"이라는 뜻이기 때문에 그 존재를 유추하는 것일 뿐이다. 옆동네인 웨일스의 마비노기온에 다누와 이름이 매우 비슷한 돈이라는 대지모 여신이 존재하기에 아일랜드에도 이에 대응하는 다누라는 실체가 있었을 수 있지만, 모두 추측의 영역일 뿐이다.

## 같이 보기
- 돈 (웨일스 신화)
- 돈 (아일랜드 신화)